# Цветок папоротника

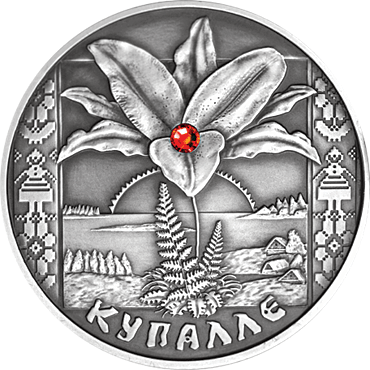
Цветок папоротника на белорусской памятной монете «Купалле»

Цвето́к па́поротника — мифический цветок, открывающий его владельцу клады и тайны мира, дарующий ясновидение и власть над нечистым духом. Согласно славянским поверьям, папоротник цветёт лишь один миг, в ночь накануне Ивана Купалы (на 24 июня [7 июля] ); сорвать цветок очень трудно, тем более что нечистая сила этому всячески препятствует и запугивает человека, в некоторых случаях лишая рассудка, речи, памяти.

## Поверье

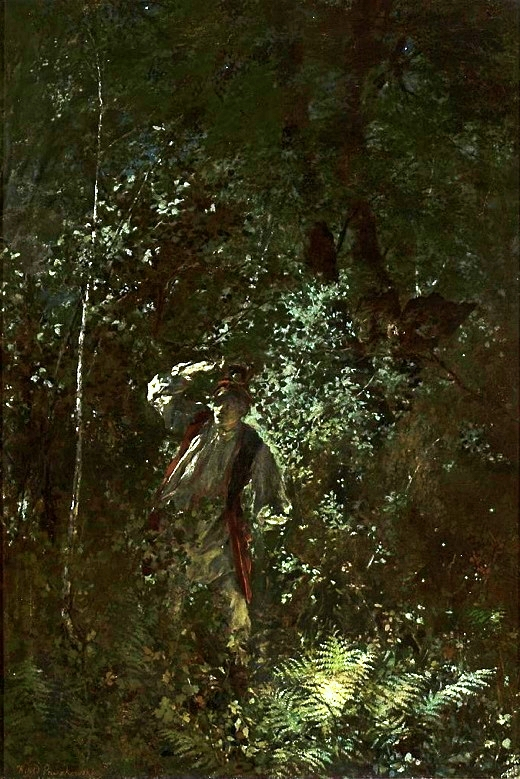
В. Прушковский «В купальскую ночь» (или «Цветок папоротника») (1875)

Сорвавший цвет папоротника и сохраняющий его при себе приобретает необычные возможности. Он становится прозорливым, может понимать язык животных, видеть все клады, как бы глубоко в земле они ни находились, входить беспрепятственно в сокровищницы, приложив цветок к запорам и замкам — они рассыпятся перед ним, владеть нечистыми духами, повелевать землею и водою, становиться невидимым и принимать любое обличье.
По поверью, в полночь из куста папоротника «показывается цветочная почка. Она то движется вперед и взад, то заколышется как речная волна, то запрыгает как живая птичка. Все это происходит от того, что нечистая сила старается скрыть от людского взора дорогой цвет. Потом, ежеминутно увеличиваясь и вырастая вверх, цветет как горячий уголь. Наконец, ровно в 12 часов, с треском развертывается цвет, как зарница, и своим пламенем освещает около себя и вдали».
Чтобы сорвать папоротник, нужно в ночь на Ивана Купалу разостлать около растения священную скатерть (употреблявшуюся на Светлой неделе), очертить вокруг себя круг освящённым ножом, читать заговор и дожидаться полуночи. Нечисть старается отвлечь охотника за цветком папоротника: шумит, зовет голосом близкого человека, окликает. Если отозваться на голос или повернуться к призраку, то можно лишиться жизни. Злой дух срывает голову вместо папоротника и посылает душу в ад на мучение за то, что дерзнул похитить цветок, составляющий украшение ада. Сорвав цветок, нужно спрятать его за пазуху и бежать без оглядки (по другому поверью, нужно бережно положить его на раскрытую ладонь и нести до дома, не оглядываясь назад).

### Белорусские предания
Согласно белорусскому поверью, в купальскую ночь нужно было выйти в лес одному, без факела, без фонаря (по некоторым преданиям даже босым или вообще без одежды). Нужно было зайти в такие лесные дебри, из которых не слышно даже петухов или собак из родной деревни. Говорят, что цветок папоротника сверкает в темноте. Нужно было поранить ладонь, сжать в этой ладони цветок и направляться домой. Нечистая сила будет шуметь, реветь, пугать, но не надо оглядываться. Получив цветок папоротника, человек приобретет способность видеть то, что невидимо другим, станет мудрым.
Случалось, что над цветком рисовали крестик, который обозначал тайный клад, а внизу — петуха, который символизировал север.

### Карпатский аналог
В Карпатах существовала аналогичная легенда о красном цветке руты, которая обычно цветёт жёлтым цветом. Об этой легенде поётся в песне «Червона рута». По одной версии червона рута — это обычное растение руты душистой, жёлтые цветы которой чудесным образом покраснели. Будто бы происходит это один раз в год — в ночь на Ивана Купалу, и на очень короткое время. Та девушка, которая успеет сорвать красный цвет руты до того, как он снова станет жёлтым, сможет «приворожить» любого парня на всю жизнь.

## Цветение папоротника
С точки зрения ботаники, папоротник никогда не цветёт — он размножается спорами. Эволюционно папоротники появились задолго до первых цветковых растений.
Существует несколько научных объяснений «цветения» папоротника. Согласно наиболее распространённой версии, «цветущим папоротником» является какой-либо из представителей родов ужовник или гроздовник. Вытянутые части листьев этих папоротников и находящиеся там спорангии напоминают своеобразные цветки или бутоны. К тому же, эти растения встречаются довольно редко и довольно труднообнаружимы.
А. Б. Страхов сравнил поверья о цветке папоротника с европейскими народными легендами о цветении и плодоношении деревьев в Рождественскую ночь. По его мнению, все подобные представления не имеют никакой «языческой» подоплёки и представляют собой народное переосмысление библейского сравнения Богородицы (зачавшей и родившей, оставаясь девой) с расцветшим жезлом Аарона.

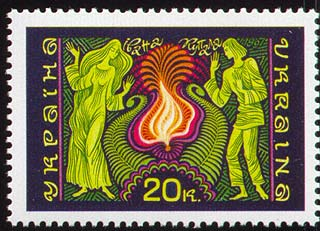
Марка Украины с легендарным цветком папоротника. 1997 год.
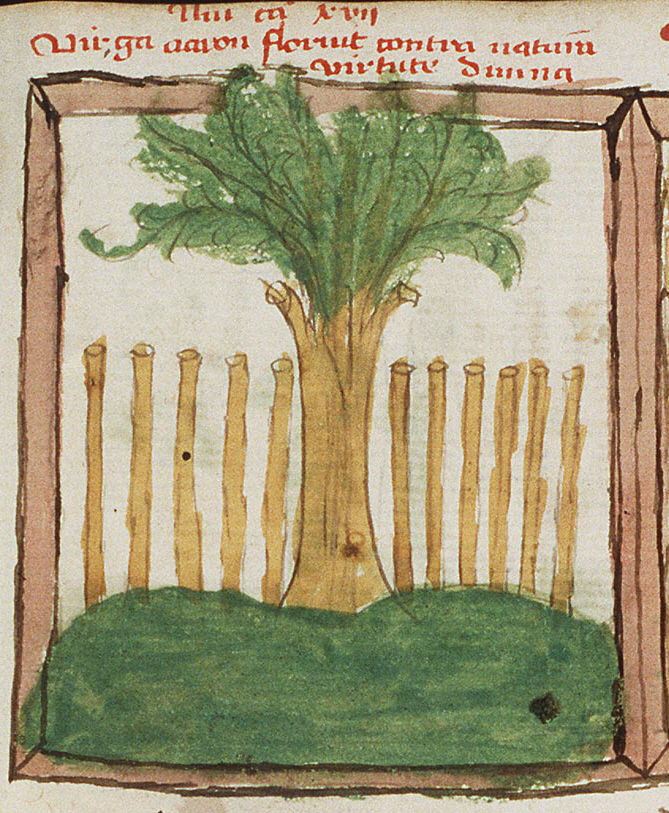
Расцветший Ааронов жезл. Немецкая миниатюра, XV век.
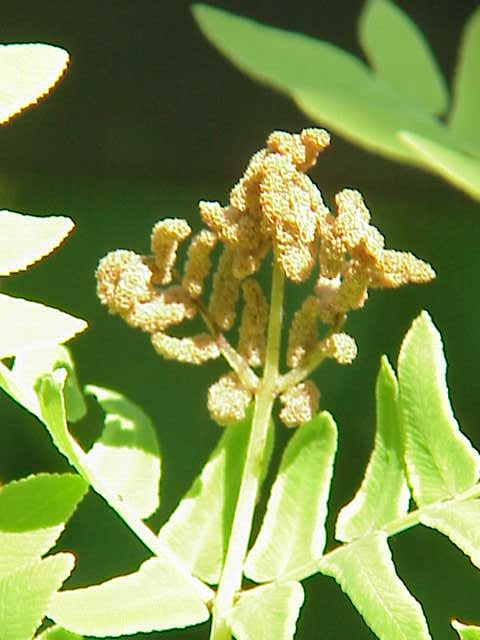
«Плодородный лист» похожий на цветок папоротника, но таковым не является.

## В литературе
Цветок папоротника встречается в народных сказках, легендах и песнях.
К легенде обращался ряд писателей и поэтов: Николай Васильевич Гоголь (повесть «Вечер накануне Ивана Купала»), Юзеф Крашевский («Цветок папоротника»), Винцент Дунин-Марцинкевич, Янка Купала («В купальскую ночь», «Курган»), Якуб Колас («Ночь, когда папоротник цветёт»), Михась Чарот («На Купалу»), Франтишек Алехнович (детская пьеса «Цветок папоротника», 1916), Констанция Буйло («Цветок папоротника»), Владимир Короткевич («В ту ночь», пьеса «Колыбель четырёх волшебниц»).

### Комментарии
1. ↑  По другим источникам — один раз в 10 лет[4].

### Сноски
1. 1 2 3  Сахаров И. П. Сказания русского народа. Народный дневник. Праздники и обычаи. — СПб.: Издательство МГУ, 1885. — С. 90—92. — 245 с.
2. 1 2  Терещенко А.В. Быт русского народа: забавы, игры, хороводы. — по изд. 1847—1848 годов. — М.: Русская книга, 1999. — 336 с. — ISBN 5-268-01383-1. Архивировано 15 марта 2014 года.
3. ↑  Ф. И. Раззаков София Ротару…, 2012: «… В Закарпатье есть такая легенда: в горах растет желтый цветок руты, который только один раз в году, в праздник, в ночь на Ивана Купала… [и далее до конца абзаца]».
4. ↑  Журнал пользователя holonist, 2016: «… А вот червоной рутой… считается… некий таинственный цветок, который расцветает только раз в десять лет, а не раз в год, как папоротник».
5. ↑  Наука и жизнь. Издательство «Правда», 1977. стр. 157
6. ↑  Сельская Новь, 1968. стр. 36
7. ↑  Иконников-Галицкий А. Меж Наровой и Свирью. Хожение по Ленинградской области. Литрес, 2022
8. ↑  Цветы и самоцветы: мифы, легенды, предания. — С. П. Красиков — Гранд, 1998, 382 страницы. Стр. 194
9. ↑  Красная книга: редкие и охраняемые растения и животные Волгоградской области/ Издательский отдел Волгоградинформпечати, 1992 — Всего страниц: 142. Стр. 26
10. ↑  Страхов А. Б. Ночь перед Рождеством: народное христианство и рождественская обрядность на Западе и у славян. Cambridge-Mass., 2003. С. 5 и след.